# Garelli Trial 323
Garelli Trial 323 war ein Motorrad, das der italienische Hersteller Garelli zwischen 1985 und 1988 als Wettbewerbsmodell für den Trial-Sport produzierte. Die Maschine hatte einen von Hiro gelieferten und von Garelli überarbeiteten 322-cm³-Zweitaktmotor. Trotz ihres technischen Potenzials war ihre Produktionszeit kurz, bedingt durch wirtschaftliche Schwierigkeiten bei Garelli.

## Geschichte
Der erste Prototyp, die Garelli Trial 320, wurde 1984 entwickelt und durchlief intensive Testphasen. Die Serienproduktion begann im April 1985. Der leistungsstarke 320-cm³-Motor wurde von dem italienischen Hersteller Hiro geliefert und anschließend von Garelli modifiziert. Dazu gehörten unter anderem ein spezieller Zylinder aus Magnesium sowie andere, besser an die Anforderungen des Trial-Sports angepasste Getriebeübersetzungen.
Im Jahr 1986 wurde die Trial 323 eingeführt. Diese Version verfügte über ein modernes Monofederbein mit hydraulischer Gasdämpfung sowie ein Adjustment Garelli Monoshock genanntes progressives Federungssystem. Trotz dieser technischen Weiterentwicklungen wurde die Produktion bald eingestellt, da eine schwere Unternehmenskrise Garelli zur Aufgabe der Trial-Sparte zwang.
Es gibt Hinweise darauf, dass die Garelli Trial 323 auch im sportlichen Wettbewerb erfolgreich war, allerdings sind detaillierte Belege rar und teilweise nicht eindeutig nachweisbar.

## Technische Daten (Garelli Trial 323, 1986)
| Merkmal                | Daten                                                           |
| ---------------------- | --------------------------------------------------------------- |
| Modell/Jahr            | Trial 323/1986                                                  |
| Motortyp               | 2-Takt, Einzylinder, 321,53 cm³                                 |
| Bohrung / Hub          | 80 × 64 mm                                                      |
| Verdichtungsverhältnis | 8,2 : 1                                                         |
| Leistung               | 16,5 PS bei 5000/min                                            |
| Zylinder               | Aluminium mit verchromter Laufbuchse                            |
| Kühlung                | Luft                                                            |
| Zündung                | Schwungradmagnet mit Unterbrecher Motoplat                      |
| Vergaser               | Dell’Orto PHBH 26 BS                                            |
| Schmierung             | Gemisch 2 %                                                     |
| Kupplung               | Ölbadkupplung mit 6 Scheiben                                    |
| Getriebe               | 6-Gang-Getriebe, Frontschaltwelle                               |
| Startsystem            | Kickstarter                                                     |
| Rahmen                 | Doppelschleifenrahmen aus Chrom-Molybdän                        |
| Vorderradaufhängung    | Teleskopgabel Ø 35 mm                                           |
| Hinterradaufhängung    | AGM-Gas-Monofederbein mit progressivem System                   |
| Räder                  | Aluminiumfelgen vorn und hinten                                 |
| Reifen                 | vorn: 2,75 × 21", hinten: 4,00 × 18" (Michelin)                 |
| Bremsen                | vorn schwimmende Scheibe, hinten Zentralbremse mit Kegelradnabe |
| Leergewicht            | 87 kg                                                           |
| Höchstgeschwindigkeit  | 95 km/h                                                         |
| Tankinhalt             | 5,2 Liter                                                       |

## Bedeutung und Seltenheit
Aufgrund ihrer kurzen Produktionszeit und des relativ geringen Bekanntheitsgrads ist die Garelli Trial 323 heute ein seltenes Sammlerstück. Einzelne Exemplare tauchen gelegentlich bei Auktionen auf, insbesondere in Italien, Frankreich oder Spanien, wo der Trial-Sport eine größere Popularität genoss.